# Casa Redonda
Casa Redonda är en ort i Mexiko.   Den ligger i kommunen Texcatepec och delstaten Veracruz, i den sydöstra delen av landet, 150 km nordost om huvudstaden Mexico City. Casa Redonda ligger 1 338 meter över havet och antalet invånare är 394.
Terrängen runt Casa Redonda är bergig åt nordost, men åt sydväst är den kuperad. Runt Casa Redonda är det ganska glesbefolkat, med 36 invånare per kvadratkilometer. Närmaste större samhälle är Tlachichilco, 19,0 km öster om Casa Redonda. I omgivningarna runt Casa Redonda växer i huvudsak städsegrön lövskog.